# Macrobrachium potiuna
Macrobrachium potiuna is een garnalensoort uit de familie van de Palaemonidae. De wetenschappelijke naam van de soort is voor het eerst geldig gepubliceerd in 1880 door Müller.